# توني ماوريسيو
توني ماوريسيو (بالفرنسية: Tony Mauricio) (20 مارس 1994 بليموج في فرنسا - ) هو لاعب كرة قدم فرنسي في مركز الهجوم. لعب مع نادي بولون ونادي شاتورو ونادي ليموج.

## وصلات خارجية
- توني ماوريسيو على موقع رابطة كرة القدم الفرنسية للمحترفين (الإنجليزية)
- توني ماوريسيو على موقع قاعدة بيانات كرة القدم.إي يو (الإنجليزية)
- توني ماوريسيو على موقع ليكيب (الفرنسية)
- توني ماوريسيو على موقع Soccerway.com (الإنجليزية)
- توني ماوريسيو على موقع عالم كرة القدم.نت (الإنجليزية)
- توني ماوريسيو على موقع AS.com (الإسبانية)